# شورای پژوهش اروپا
شورای پژوهش اروپا (انگلیسی: European Research Council) با کوته‌نوشت (ERC) یک نهاد عمومی برای تأمین مالی تحقیقات علمی و فناوری است که در اتحادیه اروپا (EU) انجام می‌شود. ERC که توسط کمیسیون اروپا در سال ۲۰۰۷ تأسیس شد، از یک شورای علمی مستقل، هیئت حاکمهٔ آن متشکل از پژوهشگران برجسته و یک آژانس اجرایی که مسئول اجراست تشکیل شده‌است. این بخشی از برنامه چارچوب اتحادیه اختصاص داده شده به تحقیق و نوآوری، افق ۲۰۲۰، پیش از هفتمین برنامه چارچوب پژوهشی (FP7) است. بودجه ERC از سال ۲۰۱۴ تا ۲۰۲۰ بیش از ۱۳ میلیارد یورو بوده‌است و از برنامه هورایزن ۲۰۲۰، بخشی از بودجه اتحادیه اروپا تأمین می‌شود. بر اساس برنامه هورایزن ۲۰۲۰ تخمین زده می‌شود که حدود ۷۰۰۰ اعطاکننده ERC مورد حمایت مالی قرار خواهند گرفت و ۴۲۰۰۰ عضو تیم از جمله ۱۱۰۰۰ دانشجوی دکترا و تقریباً ۱۶۰۰۰ پژوهشگر فوق دکترا حمایت خواهند شد.
پژوهشگران از هر زمینه‌ای می‌توانند برای کمک هزینه‌هایی که از پروژه‌های پیشگام حمایت می‌کنند، رقابت کنند. مسابقات ERC برای پژوهشگران برتر از خارج از اتحادیه نیز آزاد است. میانگین میزان موفقیت حدود ۱۲ درصد است. تاکنون پنج برنده جایزه ERC برنده جایزه نوبل نیز شده‌اند. درخواست‌های کمک هزینه توسط کارشناسان واجد شرایط ارزیابی می‌شود. برتری تنها معیار انتخاب است؛ نه اولویت‌های موضوعی و نه سهمیه‌های جغرافیایی برای تأمین مالی وجود دارد. هدف این است که بهترین ایده‌ها را بشناسیم و به بهترین پژوهش‌ها در اروپا موقعیت و نگرش داده شود و در عین حال استعدادهای خارجی را نیز جذب کنیم. هدف ERC همراه با نهادهای مالی ملی، بهبود شرایط برای قلمرو پژوهش اروپا است. شورای علمی مشتاق یادگیری از همتایان ERC در شوراهای پژوهشی ملی (اروپایی و خارج از آن) و مشارکت در گفتگو و همکاری مناسب بوده‌است. همچنین، برخی از کشورها - مانند لهستان - از مدل ERC برای ایجاد نهادهای مالی تحقیقات پایهٔ ملی استفاده کرده‌اند.